# Eriosyce aspillagae
Eriosyce aspillagae là một loài thực vật có hoa trong họ Cactaceae. Loài này được (Söhrens) Katt. mô tả khoa học đầu tiên năm 1994.

## Hình ảnh

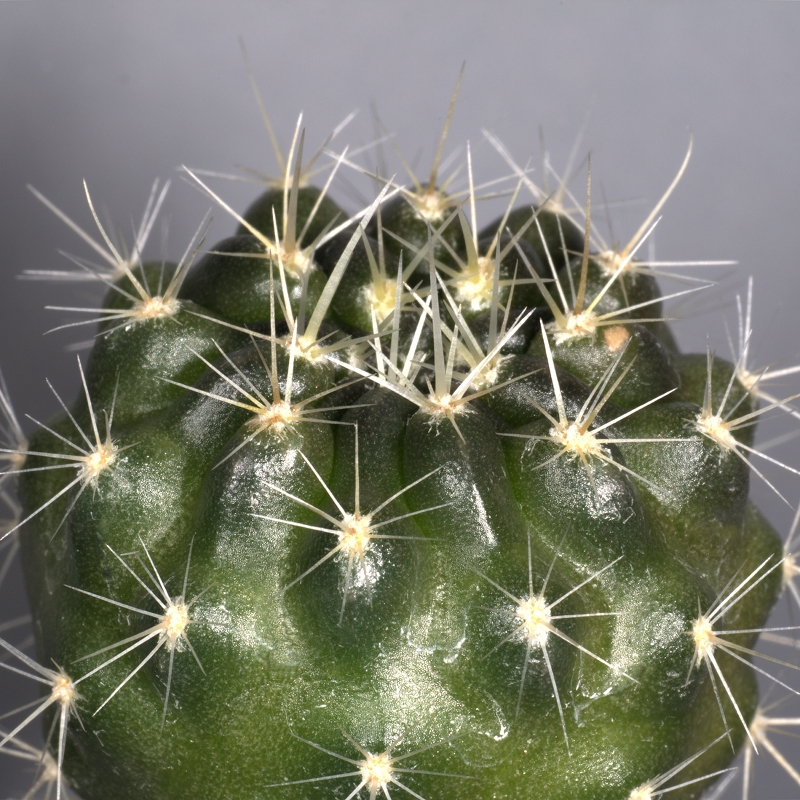